# Yehuda Shoenfeld

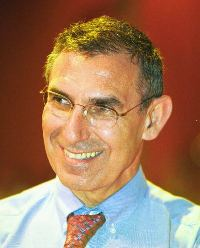
Yehuda Shoenfeld

Yehuda Shoenfeld (* 14. Februar 1948 in der Slowakei) ist ein israelischer Arzt und Immunologe. Seit 1989 leitet er die Medizinische Klinik B und das Zentrum für Autoimmunerkrankungen am Sheba Medical Center der Universität Tel Aviv, an der er darüber hinaus seit 2003 auch einen Lehrstuhl für Forschung zu Autoimmunerkrankungen innehat. Er ist Autor beziehungsweise Herausgeber mehrerer Werke zum Thema Autoimmunität.

## Leben
Shoenfeld studierte von 1965 bis 1972 Medizin an der Hebräischen Universität Jerusalem und qualifizierte sich anschließend weiter zum Facharzt für innere Medizin. Von 1974 bis 1979 wirkte er an der Sektion für klinische Immunologie des Beilinson Medical Center in Petach Tikwa, darüber hinaus war er im Rahmen von mehrmonatigen Stipendien zwischen 1978 und 1980 in den Vereinigten Staaten an verschiedenen Universitäten im Bereich der Onkologie und Hämatologie tätig.
Im Jahr 1985 wurde er Direktor der Medizinischen Klinik D und der Ambulanz für klinische Immunologie und Allergien am Universitären Medizinischen Zentrum Soroka in Beʾer Scheva sowie Leiter des Forschungslabors für Autoimmunerkrankungen, einer gemeinsamen Einrichtung des Soroka Medical Center und der ebenfalls in Beerscheba ansässigen Ben-Gurion-Universität im Negev, an der er darüber hinaus zum außerordentlichen Professor ernannt wurde. Vier Jahre später übernahm er die Leitung der Medizinischen Klinik B und des Zentrums für Autoimmunerkrankungen am Sheba Medical Center der Universität Tel Aviv, an deren medizinischer Fakultät er ein Jahr später ordentlicher Professor wurde und darüber hinaus seit 2003 einen Lehrstuhl für Forschung zu Autoimmunerkrankungen innehat.
Shoenfeld ist Mitherausgeber verschiedener Fachzeitschriften und erhielt für seine Forschungsaktivitäten eine Reihe von akademischen Ehrungen und wissenschaftlichen Preisen. Er ist Gründer und leitender wissenschaftlicher Beirat der Israelischen Lupus-Gesellschaft sowie seit 1992 Chefberater für Immunologie des Sanitätsdienstes der Israelischen Streitkräfte. Im Laufe seiner Karriere hat er bisher knapp 2000 wissenschaftliche Publikationen sowie mehr als 160 Buchbeiträge verfasst und zehn Bücher als Herausgeber oder Autor veröffentlicht. Diese extrem hohe Publikationszahl wird von der Präsidentin der Israelischen Akademie der Wissenschaften, Nili Cohen, kritisiert: So habe er 2007 durchschnittlich 2 Paper pro Woche veröffentlicht, was bedeuten kann, dass Shoenfeld bei den meisten Papern gar keinen signifikanten Beitrag geleistet habe. Die allermeisten Paper sind zudem eine bunte Mischung verschiedener medizinischer Themen. Schließlich haben die am häufigsten zitierten Paper gar keinen Bezug zu seiner wissenschaftlichen Arbeit.
Shoenfeld postuliert das sogenannte autoimmun/entzündliche Syndrom induziert durch Adjuvantien (kurz ASIA), unter dem verschiedene Autoimmunerkrankungen u. a. nach Impfungen mit Adjuvanzien zusammengefasst werden. Es ist jedoch ein rein hypothetisches Konzept, da das Phänomen weder in Studien reproduzierbar nachgewiesen noch ein kausaler Zusammenhang bestätigt werden konnte. Shoenfeld tritt immer häufiger in der impfgegnerischen Szene auf. So diente er als einer der Gutachter des impfgegnerischen Propagandafilmes The Greater Good (Zum Wohle Aller) von 2011, im selben Jahr trat er auch bei einer impfgegnerischen Konferenz auf.  Shoenfeld war wissenschaftlicher Beirat der US-amerikanischen Organisation „Children’s Medical Safety Research Institute“ (CSMRI). Die Gründerin des CSMRI, Claire Dwoskin, zählt zu den extremen Impfgegnern. Im Mai 2019 trat er als einer von drei besonderen Rednern auf dem Symposium der impfgegnerischen Organisation „AutismOne“ auf. AutismOne ist eine jährlich tagende Konferenz, die pseudowissenschaftliche und falsche Ansichten zu Autismus verbreitet.
2019 wurde er zum Mitglied der Israelischen Akademie der Wissenschaften gewählt.
Shoenfeld ist verheiratet und Vater von drei Kindern.

## Werke (Auswahl)
- Cancer and Autoimmunity. Amsterdam und New York 2000
- Atherosclerosis and Autoimmunity. Amsterdam und New York 2001
- Infection and Autoimmunity. Amsterdam und Boston 2004
- Autoimmune Diseases and Treatment: Organ-specific and Systemic Disorders. New York 2005
- Autoantibodies. Amsterdam und Boston 2007
- Diagnostic Criteria in Autoimmune Diseases. Totowa 2008
- hrsg. mit Nancy Agmon-Levin und Lucija Tomljenovic: Vaccines and autoimmunity. Hoboken 2015